# Napomyza vivida
Napomyza vivida är en tvåvingeart som beskrevs av Spencer 1965. Napomyza vivida ingår i släktet Napomyza och familjen minerarflugor.
Artens utbredningsområde är Lesotho. Inga underarter finns listade i Catalogue of Life.